# 托尔西 (加来海峡省)
托尔西（法語：Torcy，法語發音：[tɔʁsi] ⓘ）是法国上法兰西大区加来海峡省的一个市镇，位于该省西南部，属于蒙特勒伊区。

## 地理
托尔西（50°29'1"N, 2°1'21"E）面积5.27 平方千米，位于法国上法蘭西大區加来海峡省，该省份为法国北部沿海省份，西北濒北海，南至索姆省，东临北部省。
与托尔西接壤的市镇（或旧市镇、城区）包括：克雷基、鲁瓦永、桑莱弗雷桑。
托尔西的时区为UTC+01:00、UTC+02:00（夏令时）。

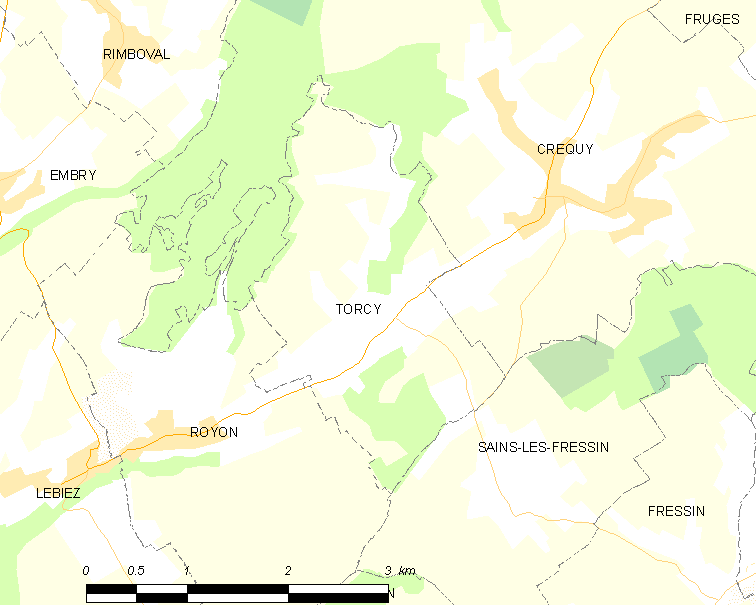
托尔西的OSM定位图

## 行政
托尔西的邮政编码为62310，INSEE市镇编码为62823。

## 政治
托尔西所属的省级选区为弗吕日县。

## 人口

1962-2008年间托尔西人口变化图示

托尔西于2022年1月1日时的人口数量为172人。